# Praia da Manta Rota
Praia da Manta Rota
A praia da Manta Rota é uma praia integrada na Baía de Monte Gordo e situa-se na extremidade oriental do Parque Natural da Ria Formosa, na freguesia de Vila Nova de Cacela, município de Vila Real de Santo António, Algarve, Portugal.
É ladeada a nascente pela Praia da Lota e a poente pela Praia de Cacela Velha. Muito frequentada, dispõe de vigilância e equipamentos de apoio durante todo o período balnear.